# 41. Infanterie-Division (Wehrmacht)
Die 41. Infanterie-Division war ein Großverband des Heeres der deutschen Wehrmacht im Zweiten Weltkrieg.

## Geschichte
Die 41. Festungs-Division wurde am 11. Dezember 1943 in Bruck an der Mur im Wehrkreis XVIII mit dem Heimatstandort Schweidnitz aus dem Stab der 39. Infanterie-Division aufgestellt.
Die Division wurde seit Januar 1944 in Griechenland zur Verteidigung des Peloponnes als wichtige Verbindung von Nord- und Süd-Griechenland eingesetzt.
Im September 1944 wurden die zwei Regimenter der Division um das Grenadier-Regiment 733 ergänzt. Beim deutschen Rückzug aus Griechenland im Herbst 1944 stellte die Division die hintere Absicherung in der Heeresgruppe F dar und geriet mit britischen Verbänden in Auseinandersetzungen. Diese hielten auch beim Rückzug nach Serbien und Kroatien an.
Im Januar 1945 wurde die Festungs-Division im Raum Slavonski Brod in 41. Infanterie-Division umbenannt. Sie kämpfte zwischen den Flüssen Drava und Save u. a. mit der 7. SS-Freiwilligen-Gebirgs-Division „Prinz Eugen“ gegen sowjetische Verbände und Tito-Partisanen. Die Division blieb bis Kriegsende am südlichen Teil der Ostfront aktiv.
Anfang Mai 1945 ergab sich der Verband im Raum Zabok den jugoslawischen Truppen.

## Sonstiges
Im Juni 1944 wurde sechs Soldaten der Division durch ein Feldgericht wegen Wehrkraftzersetzung zum Tode verurteilt und hingerichtet. Die Soldaten hatten ein von deutschen Überläufern verfasstes Flugblatt mit der Aufforderung zum Desertieren diskutiert ohne es einem Vorgesetzten zu melden.

## Kommandeure
| Dienstgrad                   | Name            | Datum                                                 |
| ---------------------------- | --------------- | ----------------------------------------------------- |
| Generalmajor                 | Franz Krech     | 11. Dezember 1943 bis zu seinem Tod am 27. April 1944 |
| Generalmajor/Generalleutnant | Franz Benicke   | 27. April bis 1. August 1944                          |
| Generalmajor/Generalleutnant | Wolfgang Hauser | 1. August 1944 bis zur Auflösung                      |

## Gliederung
1943:
- Festungs-Infanterie-Regiment 938 (Festungs-Infanterie-Bataillon III./999 und 1008)
- Festungs-Infanterie-Regiment 965 (Festungs-Infanterie-Bataillon II., IV. und VII./999)
- Festungs-Infanterie-Bataillon 1009
- Festungs-Infanterie-Bataillon 1012
- Heeres-Küsten-Artillerie-Regiment 919 (Abteilung 819 und 820)
- Heeres-Flakartillerie-Abteilung 309
- Divisionseinheiten 141

1944:
- Grenadier-Regiment 938, später Grenadier-Regiment 1231
- Grenadier-Regiment 965, später Grenadier-Regiment 1232
- Grenadier-Regiment 733 (von der 133. Festungs-Division), später Grenadier-Regiment 1230
- Festungs-Infanterie-Bataillon 1009, später zum Grenadier-Regiment 1231
- Festungs-Infanterie-Bataillon 1012
- Heeres-Küsten-Artillerie-Regiment 919
- Heeres-Flakartillerie-Bataillon 309
- Divisionseinheiten 141
- ab Januar 1945: Panzerjäger-Bataillon 141, ehemals Alarm-Regiment Athen